# Китайско-кубинские отношения
Китайско-кубинские отношения — двусторонние дипломатические отношения между Китаем и Кубой.

## История
Во время Первой мировой войны Куба и Китайская Республика были союзниками и воевали против Центральных держав. Во Второй мировой войне страны вновь были союзниками и воевали против Японии.
Куба была первой латиноамериканской страной, которая установила дипотношения с Китаем после создания КНР. Китай является вторым по величине торговым партнером Кубы после Венесуэлы.
Во время визита на Кубу в ноябре 2008 года Ху Цзиньтао заявил, что Коммунистическая партия и правительство Китая будут неизменно придерживаться курса долговременной дружбы с Кубой, китайский народ будет, как и прежде, поддерживать кубинский народ в защите государственного суверенитета и борьбе со внешним вмешательством: мы, отметил он, продолжим оказывать Кубе всевозможную помощь и решительно поддержим Кубу в строительстве социализма.
По заявлению посла Китая на Кубе Чжао Жунсянь, сделанному в сентябре 2009 года: Китай поддерживает борьбу кубинского народа против американской блокады, а кубинское правительство придерживается политики одного Китая и поддерживает усилия Пекина по воссоединению страны. Посол КНР на Кубе Лю Юйцинь в 2011 году подтвердила, что Китай непрестанно поддерживает борьбу Кубы против экономической, финансовой и торговой блокады со стороны США, а Куба в свою очередь решительно поддерживает Китай в отношении проблем, касающихся Тайваня, Тибета, и в других важнейших вопросах.
В июне 2011 года заместитель председателя КНР Си Цзиньпин назвал эти двусторонние отношения образцом сотрудничества между развивающимися странами.

## Важные моменты
- По словам посла КНР на Кубе Лю Юйцинь (2011), в 1960 году Куба первой среди латиноамериканских стран установила дипломатические отношения с КНР, в то время когда из-за блокады со стороны западных стран Китай переживал очень трудный период: «Куба протянула нам руки, и об этом мы никогда не забудем»[6].
- Как свидетельствовал в одном из своих интервью посол Китая на Кубе Чжао Жунсянь, когда в 1990-х годах Куба переживала трудные времена после победы революции, в 1993 году тогдашний председатель КНР Цзян Цзэминь совершил визит на Кубу, который Фидель Кастро назвал высшим проявлением братской дружбы[3].
- Находящийся в июне 2013 года на Кубе с дружественным визитом член Политбюро ЦК КПК Го Цзиньлун отметил, что партийные лидеры Китая пятого поколения во главе с Си Цзиньпином очень дорожат традиционной дружбой с Кубой, намерены как и впредь поддерживать справедливую борьбу Компартии, правительства и народа Кубы за защиту суверенитета страны и против вмешательства извне, а также усилия партии и правительства Кубы в поисках социалистического пути развития, отвечающего реалиям государства. Рауль Кастро в ответ отметил, что нынешние отношения между коммунистическими партиями Кубы и Китая испытывают самый лучший в истории период[8].

## Торговля
Товарооборот между Китаем и Кубой в 2005 составил 777 миллионов долл. США, из которых 560 миллионов приходилось на китайский экспорт на Кубу. Основные поставки Китая осуществлялись для обеспечения транспортной инфраструктуры, а также для проекта «Революция Энергии» 2006, направленного на обеспечение электричеством кубинского населения.
В 2007 году объем двусторонней торговли составил 2,28 млрд долларов, что на 27 % больше по сравнению с предыдущим годом.
Если в 2004 году объем двусторонней торговли составлял более 800 млн долларов, то в 2008 году объем двусторонней торговли уже превысил 2,2 млрд долларов.

## Инвестиции
В 2004 году Китай согласился инвестировать 500 млн долл. США на завершение разработки Las Camariocas, объекта по добыче никеля, незавершенного с советской эпохи. Согласно соглашению, управляемому государством производителю никеля Cubaníquel принадлежит 51 процент, китайскому правительству принадлежат 49 процентов.
Китайская нефтяная компания Sinopec имеет соглашения с государственной CUPET (Cuba Petroleum) в целях разработки нефтяных месторождений. По состоянию на середину 2008 года, Sinopec сделали некоторые сейсмические испытания на Кубе. В ноябре 2005 года PetroChina Great Wall Drilling Co., Ltd и CUPET подписали два контракта на предоставление услуг бурения; Great Wall Drilling обеспечивает буровыми установками по разведке нефти северном побережье Кубы.

## Военное сотрудничество
В конце 1990-х годов Китай предоставил кубинскому правительству оборудование для блокирования сигналов от Радио Марти.
Китайский персонал на Кубе управляет двумя станциями радиоразведки с 1999 г. (см. Американо-китайские отношения#Обвинения в шпионаже)